# محمدرضا مهماندار
محمدرضا مهماندار (زاده ۱۳۴۸) سرتیپ دوم و رئیس پیشین پلیس راهنمایی و رانندگی تهران بزرگ است.
او در تاریخ پنجشنبه ۵ اسفند ۱۳۸۹ با حکم فرماندهٔ ناجا و پس از بازنشستگی سردار محسن بیگی فرماندهٔ پیشین پلیس راه راهنمایی و رانندگی به عنوان فرماندهٔ جدید پلیس راه منصوب شد و در آذر ۱۳۹۳ سردار محمدحسین حمیدی جایگزین وی شد و از آن پس به عنوان معاون عملیات ترافیک پلیس راهور ناجا منصوب گردید. پس از آن به عنوان جانشین معاونت آماد و پشتیبانی نیروی انتظامی ایران منصوب شد. وی در تاریخ ۱۷ آبان ۱۳۹۵ به ریاست پلیس راهنمایی و رانندگی تهران بزرگ منصوب شد.

### تالیف
- تعامل پلیس راهور و قوه قضاییه، ۱۳۸۸
- درآمدی بر تصادف و قوانین، ۱۳۸۸
- بررسی علل تصادفات رانندگی، ۱۳۹۳
- چگونگی رسیدگی به تصادفات، ۱۳۹۳
- محاسبه سرعت در تصادفات، ۱۳۹۳
- بررسی علل تصادفات رانندگی(۲)، ۱۳۹۳

### ترجمه
- گزارش وضعیت ایمنی راه‌ها در مدیترانه شرقی
- ارتقای فرایند قانون گذاری ایمنی جاده ای - مرجعی مستند و عملیاتی برای تمام کشورها